# Colonne de la Trinité (Budapest)

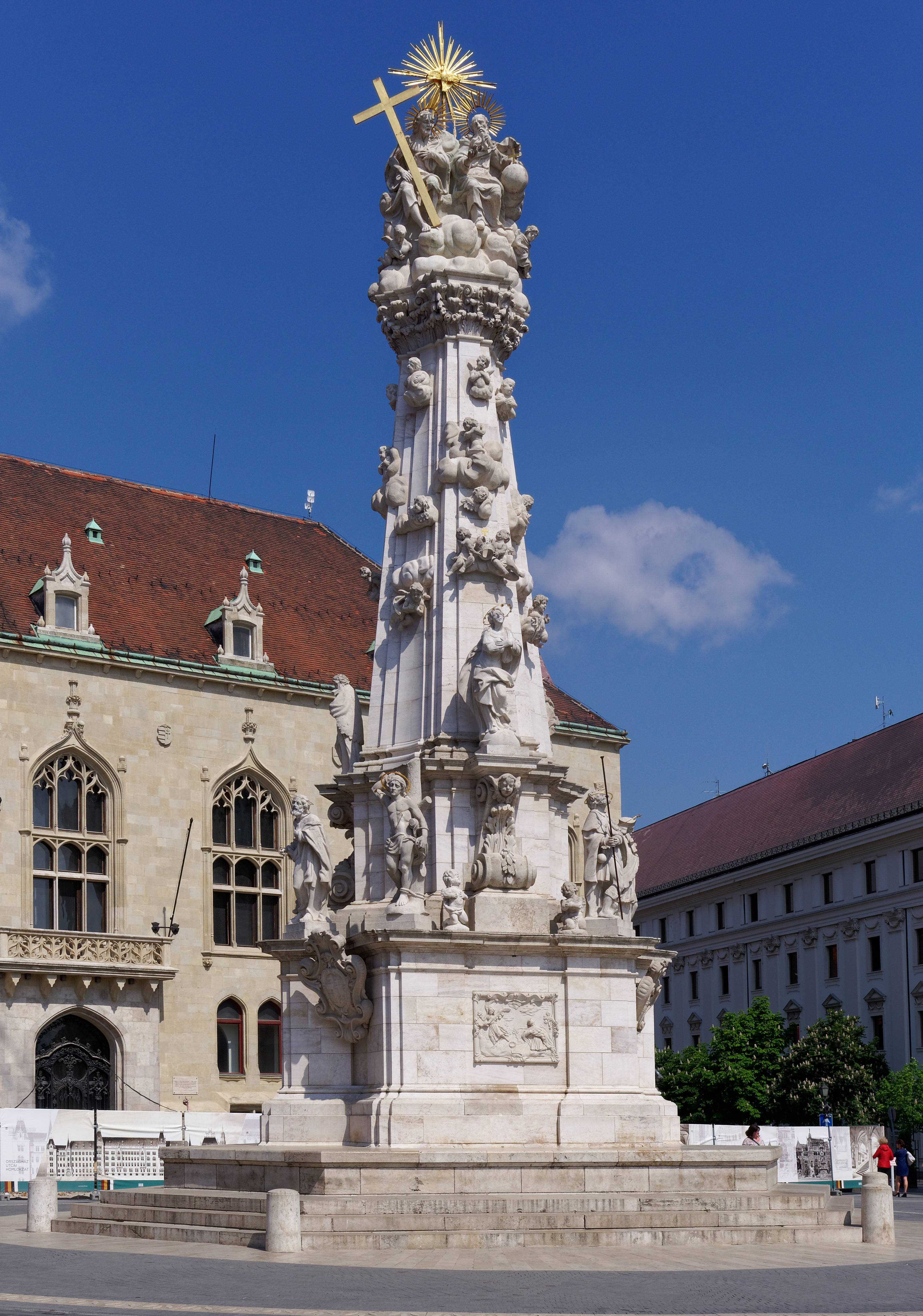
Colonne de la Trinité, 2019

La colonne de la Trinité (en hongrois : Szentháromság-oszlop, également Szentháromság-szobor) ou colonne de la peste est un édifice baroque classé situé sur la place de la Trinité dans le quartier du château de Budapest.

## Histoire
En 1694, après la fin de la vague de peste, le conseil municipal de Buda décida d'ériger un monument à la Sainte Trinité pour commémorer les personnes tuées par la peste. Une première statue, réalisée en 1706 par l'architecte Vereio Ceresola et le sculpteur Bernát Ferretti, est solennellement dévoilée en 1709. Cependant, après une autre vague de peste, le conseil municipal a décidé de construire un pilier plus magnifique et a fait retirer l'ancien pilier de son emplacement d'origine et le placer sur Zsigmond tér à Újlak (aujourd'hui partie des IIe et IIIe arrondissements) où il se trouve encore aujourd'hui.
La nouvelle colonne a été créée par Fülöp Ungleich et Antal Hörger et a été achevée le 11 juin 1713.
En 1856, la colonne fut restaurée pour la première fois et déplacée un peu à l'intérieur de la place.
Le 30 décembre 1916, Charles IV prête serment en tant que nouveau roi hongrois au pied de la colonne.
Parce que la colonne a été endommagée lors de la bataille de Budapest pendant la Seconde Guerre mondiale, certaines statues et reliefs ont dû être refaits. 

## Description
La colonne de style baroque mesure 14,4 mètres de haut. Sur les côtés du plateau hexagonal se trouvent trois reliefs représentant la peste à Budapest, le roi David en prière et la Trinité. Entre les frises se trouvent des cartouches avec les armoiries de Budapest, de la Hongrie et des Habsbourg. Le cartouche aux armes des Habsbourg a été détruit pendant la guerre et remplacé plus tard par une plaque commémorative. Au-dessus se trouvent les sculptures de Roch de Montpellier, Saint Jean, Christophe, Augustin d'Hippone et Sébastien. Au-dessus, les sculptures de Marie, Jean-Baptiste et François Xavier. Au-dessus se trouvent des têtes d'anges, couronnées par le groupe de la Trinité au sommet.

## Galerie

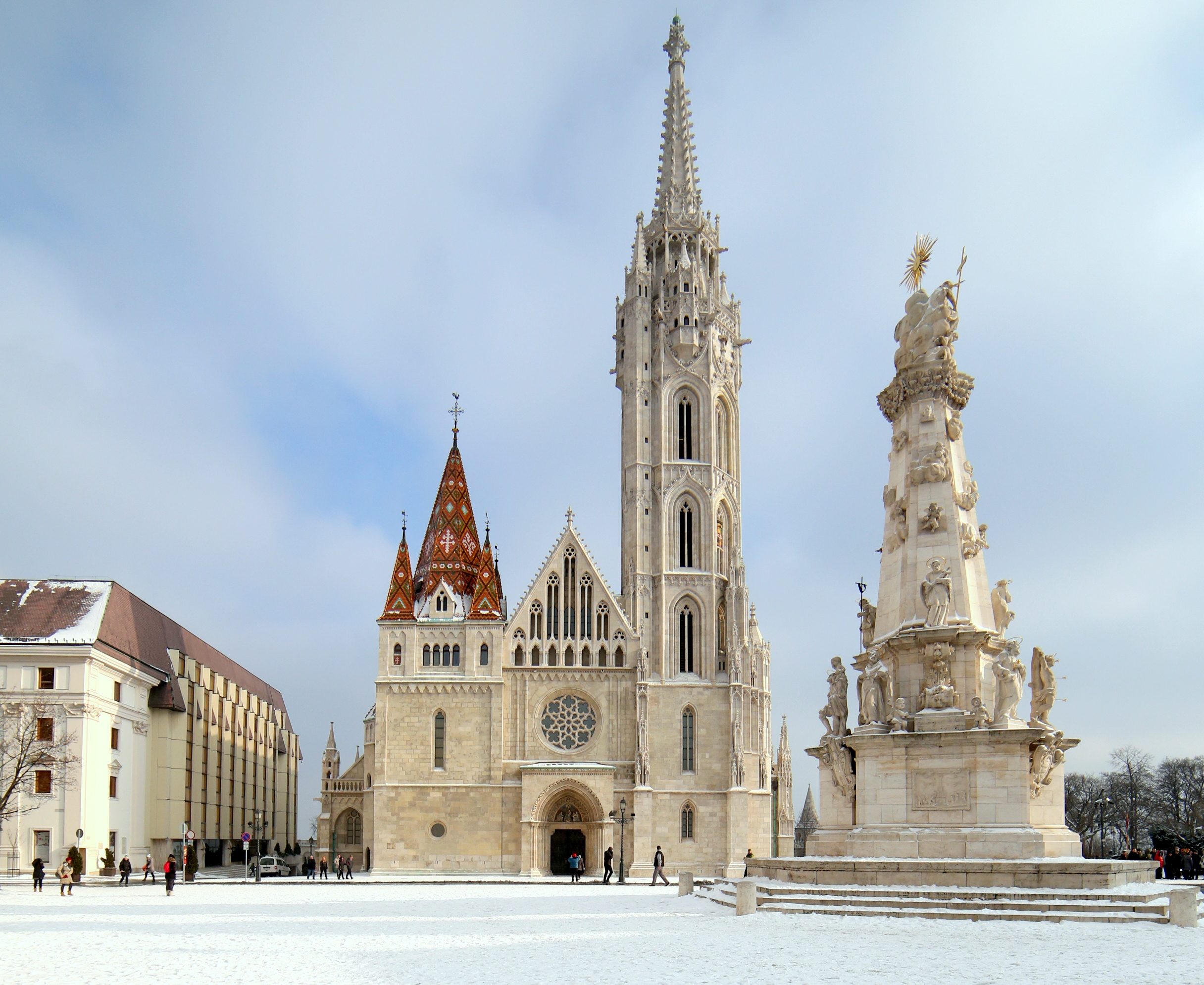
Église Matthias et colonne
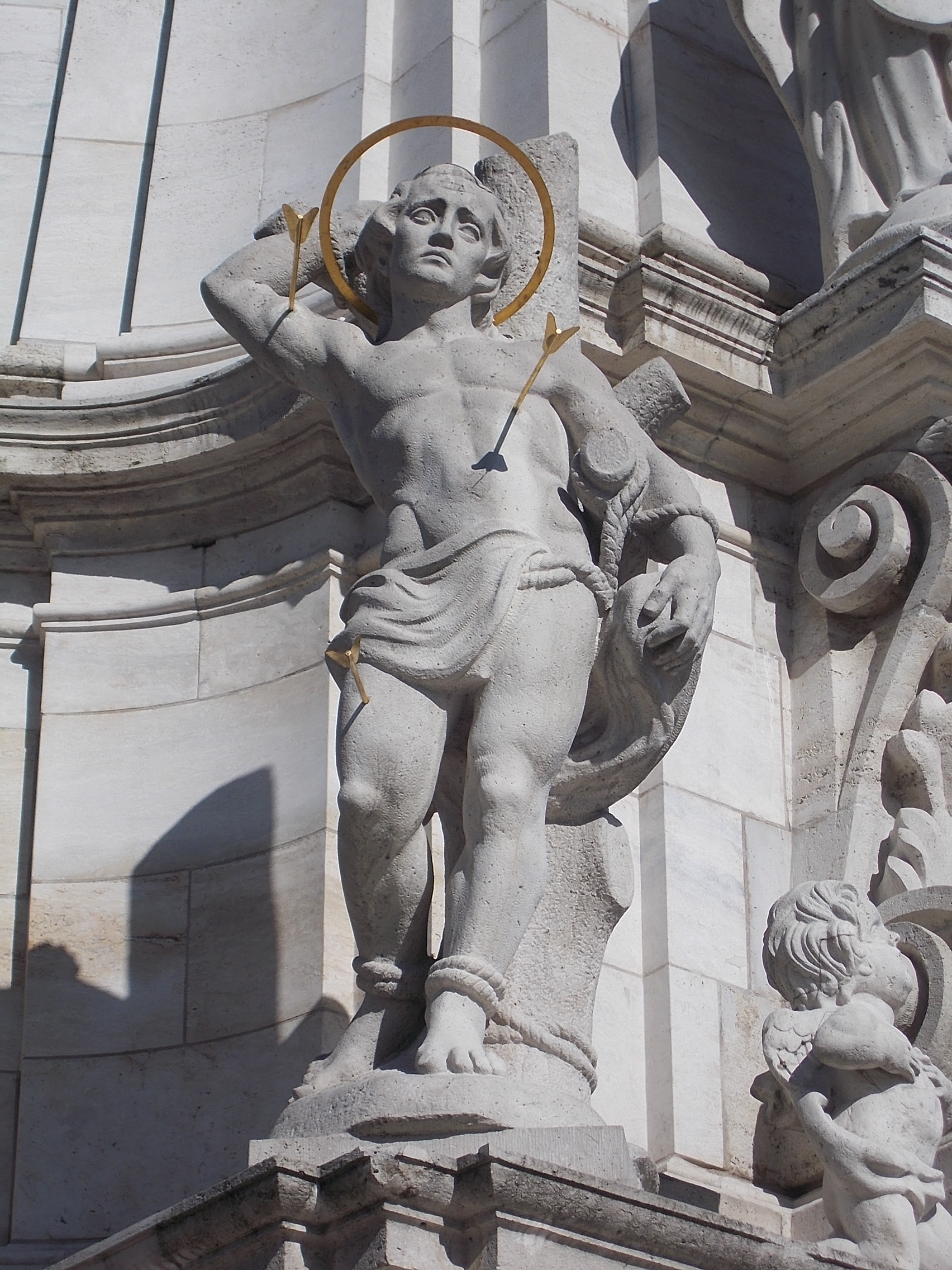
Sculpture de Saint Sébastien
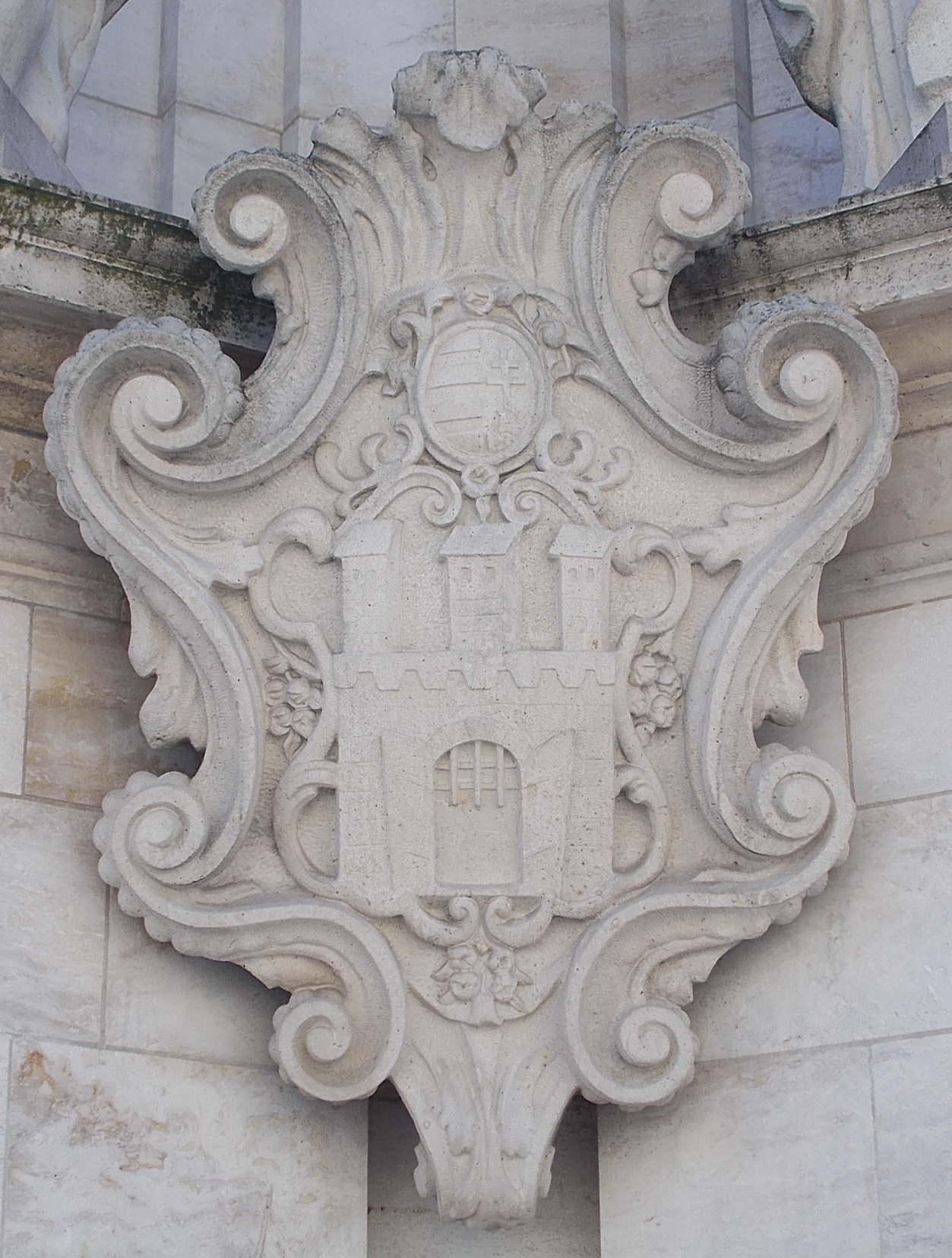
Cartouche aux armoiries de Budapest
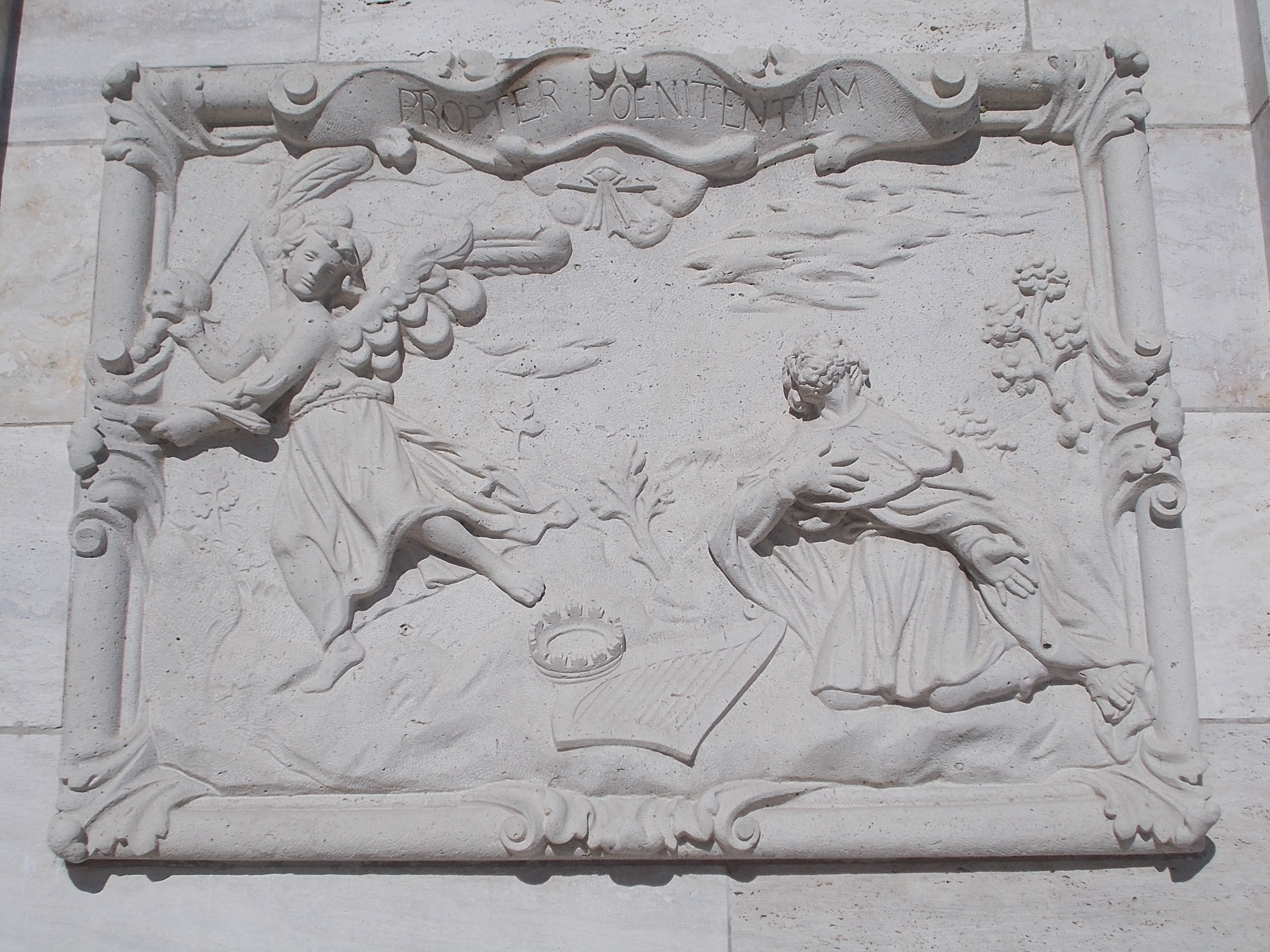
Soulagement avec le roi David
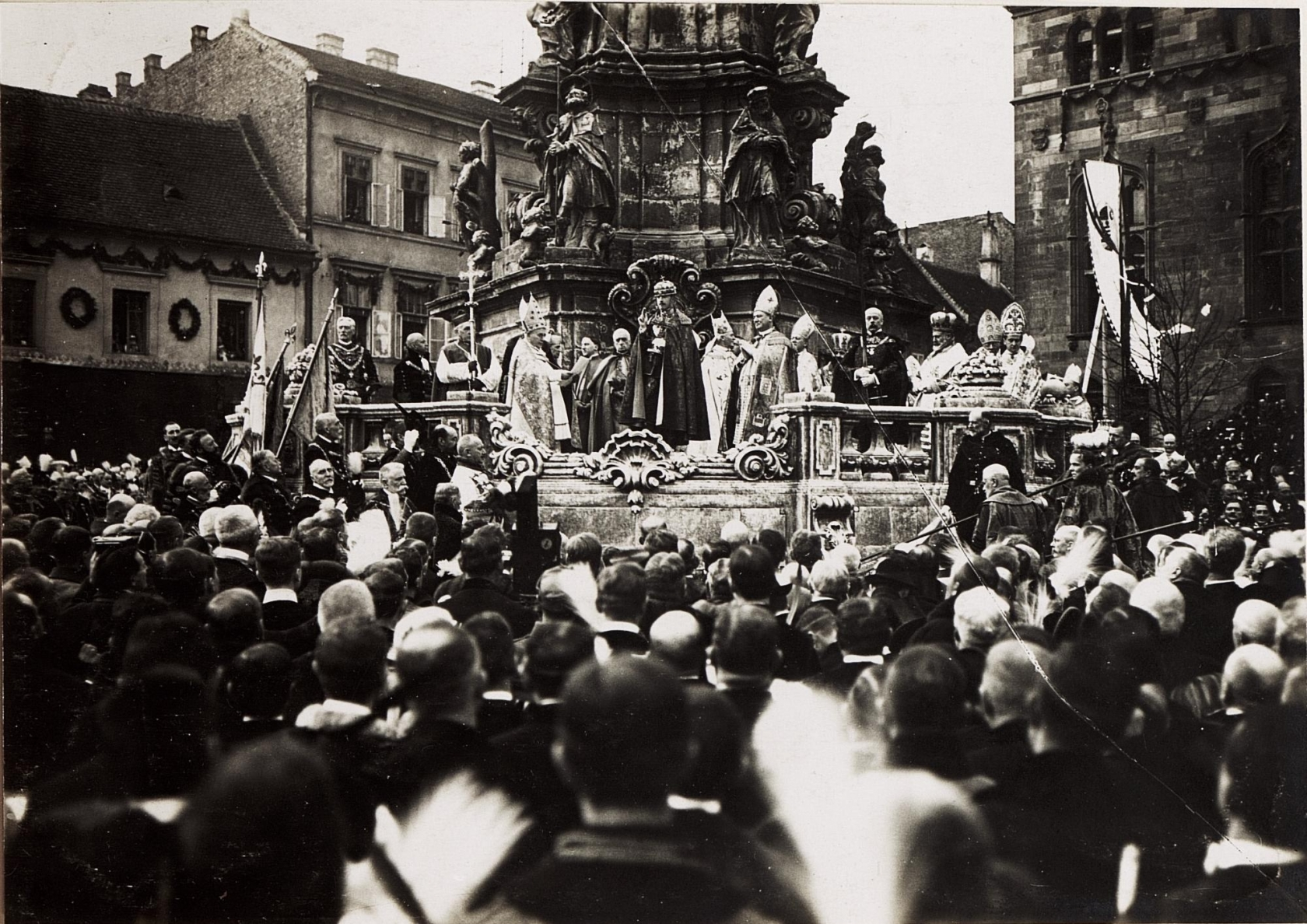
Le roi Charles IV prête serment le 30 décembre 1916
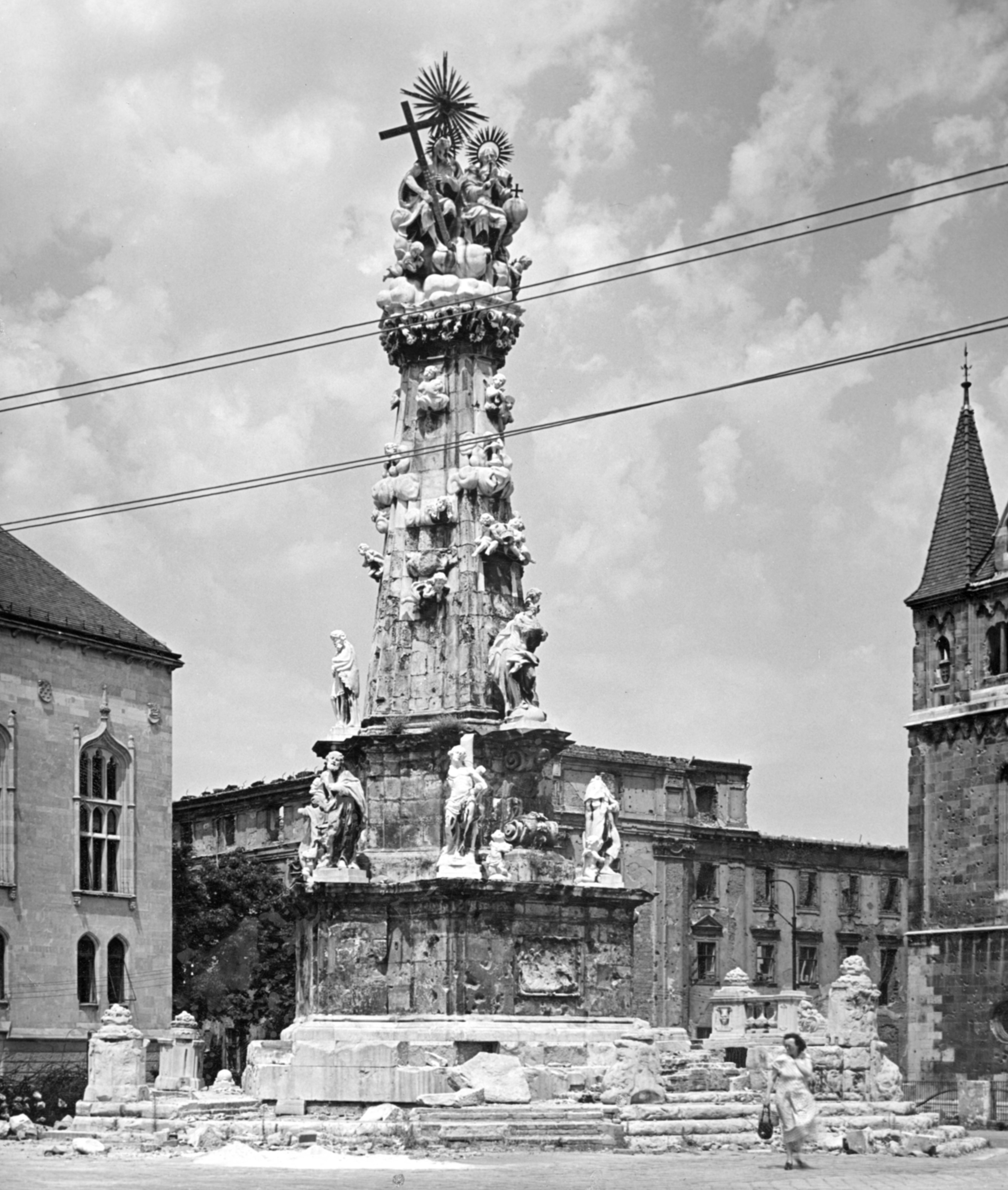
Dégâts de la guerre